# Cypr na Zimowych Igrzyskach Olimpijskich 2002
Cypr na Zimowych Igrzyskach Olimpijskich 2002 reprezentował jeden zawodnik – narciarz alpejski Teodoros Christodulu, który był chorążym ekipy.

## Wyniki

### slalom
| DNF | Teodoros Christodulu (47. po pierwszym przejeździe; nie ukończył drugiego) |

### slalom gigant
| 54. | Teodoros Christodulu |